# Leckstein

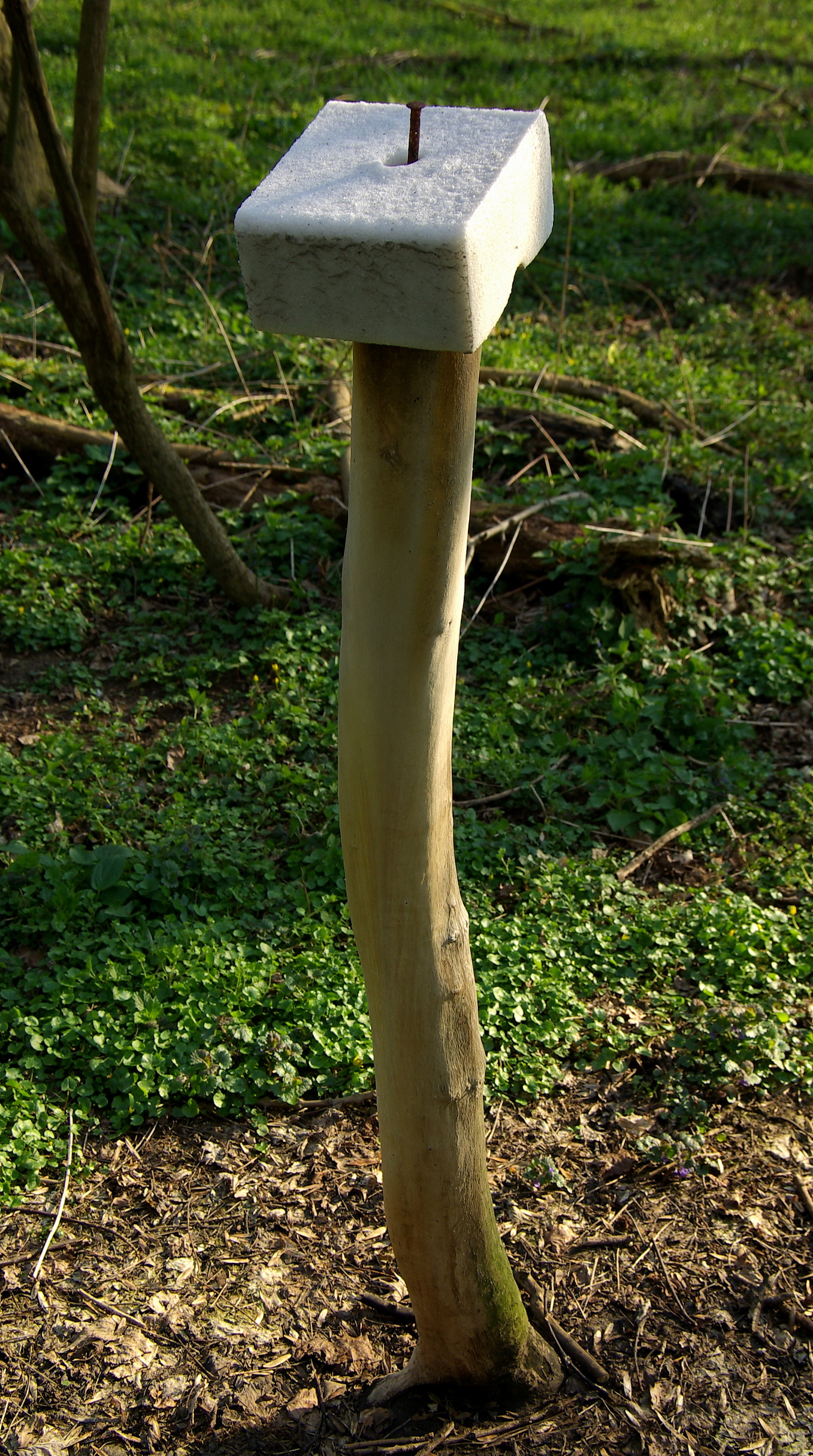
Leckstein für Wild

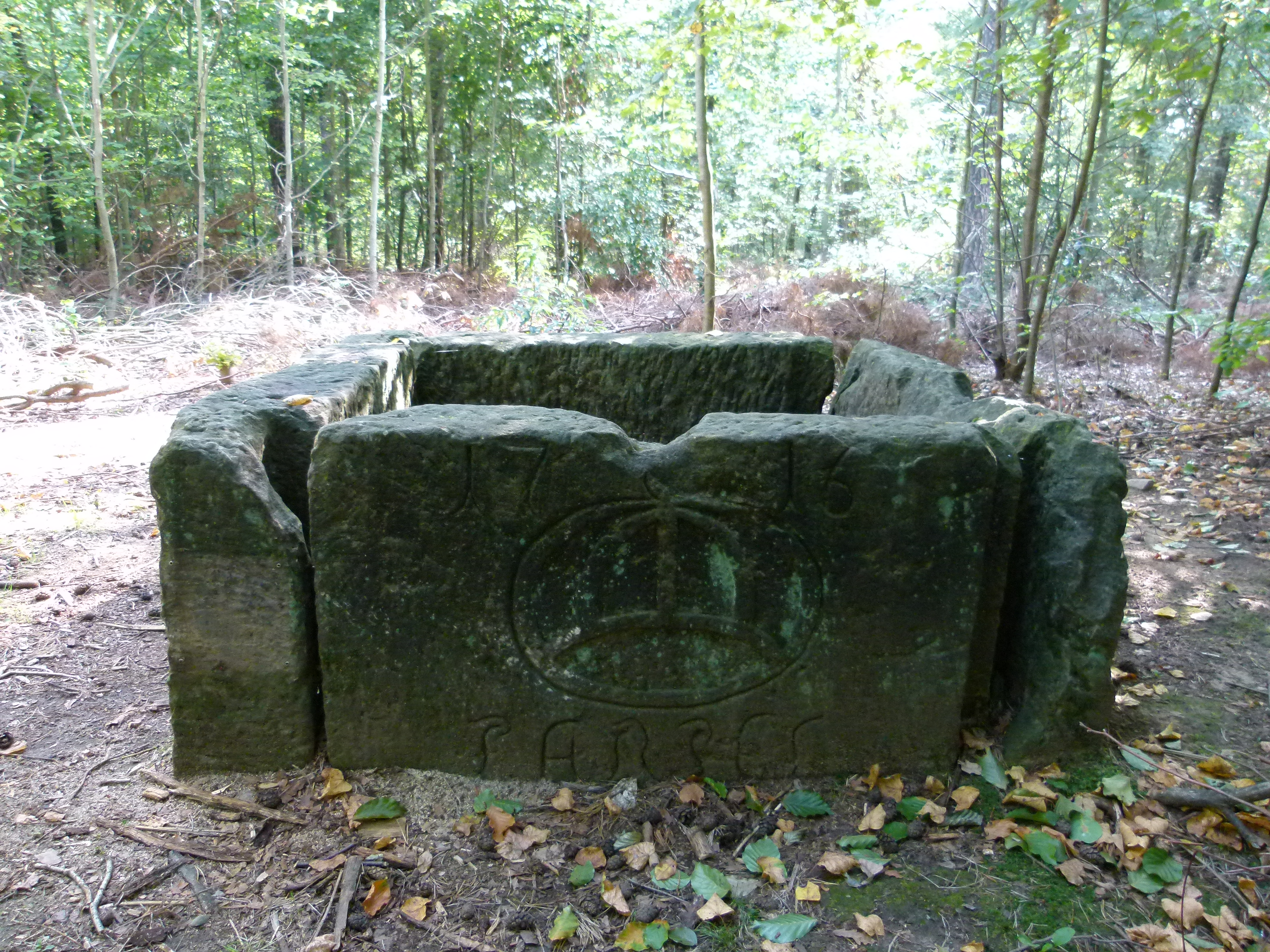
Historische Salzlecke von 1716 nahe Graupa ähnlich denen von 1736 in der Dippoldiswalder Heide

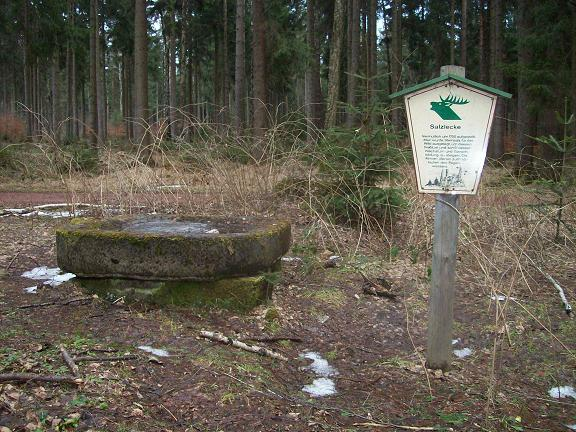
Historische Salzlecke aus der Zeit um 1750 im Tharandter Wald bei Kurort Hartha; Originalstandort bei Grillenburg

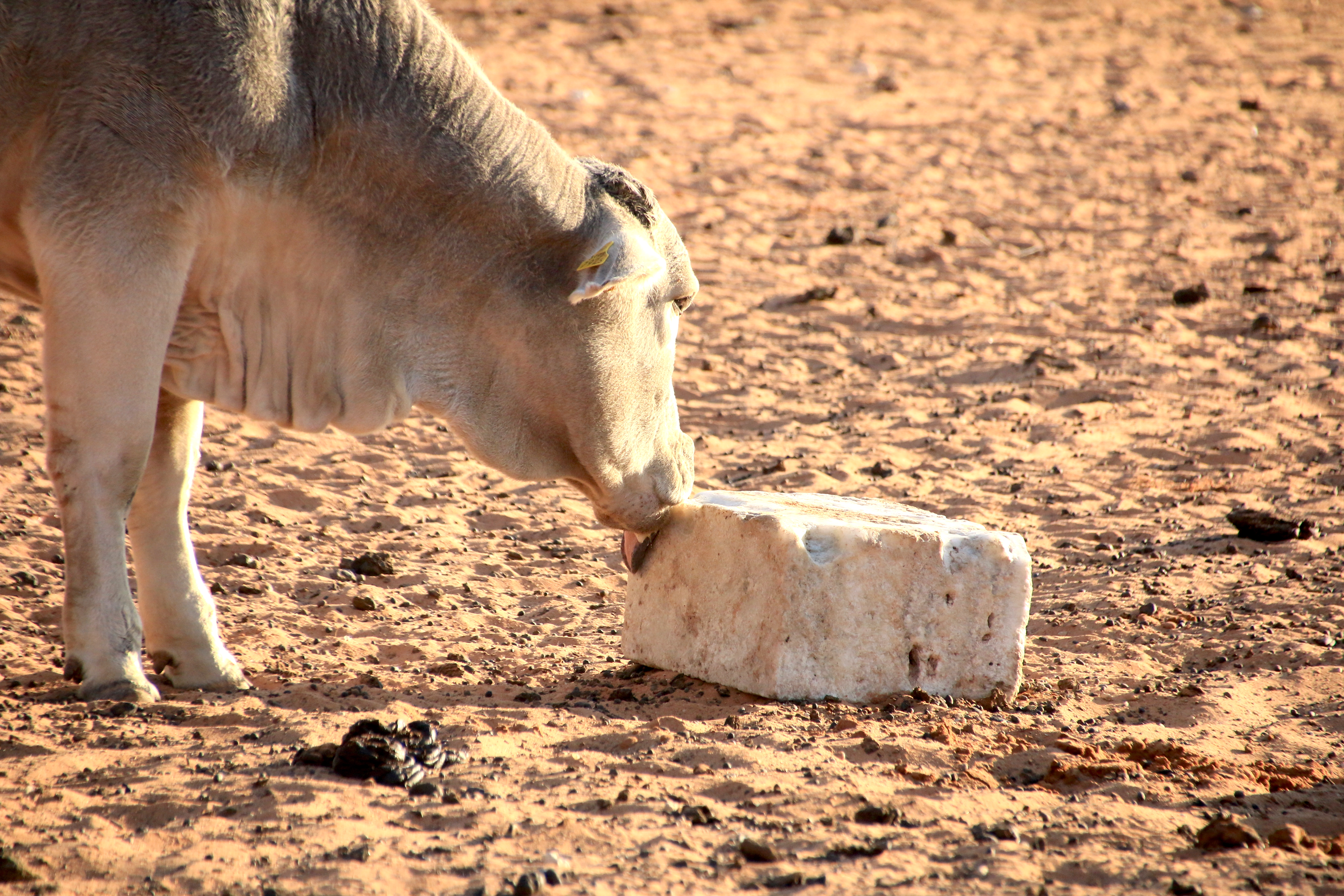
Salzleck für Rinder und Wild in der Kalahari

Ein Leckstein ist ursprünglich ein natürliches Produkt aus einem Salzbergwerk und dient der Versorgung der Tiere mit Salz. Es handelt sich dabei um einen Block aus Mineralsalz, entweder direkt gebrochen, gegossen oder gepresst und eventuell mit nichtmineralischen Zusätzen versetzt (sogenanntes Viehsalz). Insbesondere für Wildtiere werden diese im Fachhandel angebotenen Steine an ausgesuchten Stellen ausgebracht, den sogenannten Lecken, Salzlecken oder auch Sulzen.
Oft werden sie auch in Boxen und auf Weiden für Pferde angebracht.

## Zweck
Durch das Lecken werden Mineralien herausgelöst, die die Tiere auf diese Weise aufnehmen, womit sie ihren Mineralstoffhaushalt ausgleichen können. Wild- und Weidetiere verfügen als Pflanzenfresser über einen futterbedingten Überschuss an Kalium, während ein Mangel an Natrium besteht. Dadurch kann Kalk nur unzureichend aufgenommen werden. Deshalb bestehen Lecksteine vorrangig aus Natriumchlorid (Kochsalz). Dabei ist für die Tiere wichtig, neben einem hohen Anteil von Kochsalz auch andere Mineralsalze in geringen Mengen, sogenannte Spurenelemente, zu bekommen, am besten angepasst an die örtlichen Bedingungen. Das Salz fördert das Wachstum des Wildes, den Haarwechsel und die Geweihausbildung. Da Salz Durst verursacht, sollen im Winter keine Lecksteine ausgebracht werden, wenn das Wild kein Wasser schöpfen kann.
Gegossene Steine enthalten relativ wenig Salze, weil sie sonst nicht zusammenhalten. Sie sind wegen ihrer porösen Struktur auch weniger haltbar. Dagegen können gepresste Salzsteine praktisch beliebig zusammengesetzt werden und haben durch die erreichte Kristallstruktur eine hohe Haltbarkeit. Für Tierhalter werden auch Lecksteine angeboten, die mit Kräutern oder anderen Stoffen angereichert sind. Außerdem sollen sie Pferden als Beschäftigungsmöglichkeit dienen, da Pferde nicht in der Lage sind, ihren Salzbedarf selbst zu regulieren.

## Geschichte
Die Anfänge der bewussten Salzabgabe an Tiere sind nicht bekannt. Angenommen wird jedoch ein hohes Alter, denn bereits aus der Amtszeit von Friedrich II. ist von 1223 eine Anordnung zur Aufstellung von Salzlecken im Reichsforst bei Nürnberg bekannt.
Dabei dürfte es sich um größere Steintröge bzw. Holzkisten gehandelt haben, die mit einem Lehm-Salz-Gemisch gefüllt wurden. Einrichtung und Unterhalt der Salzlecken waren über Jahrhunderte hinweg immer im Zusammenhang mit der Ausübung der (herrschaftlichen) Jagd und der dadurch notwendigen Hege des Wildbestandes zu sehen.
Für Sachsen sind in den Karten von Matthias Oeder Ende des 16. Jahrhunderts ebenfalls zahlreiche Salzlecken nachweisbar. Hier erfolgte insbesondere ab der 2. Hälfte des 17. Jahrhunderts eine nahezu inflationäre Aufstellung von Salzlecken, um Wild in die kurfürstlichen Wälder zu locken und so die Jagdleidenschaft der sächsischen Kurfürsten zu befriedigen. Dies führte so weit, dass das Königreich Böhmen einen Wildzaun an der sächsisch-böhmischen Grenze errichtete, um insbesondere Rothirsche im eigenen Land zu halten. Mit Stand 2006 waren allein in der Sächsischen Schweiz noch 36 historische Salzlecken erhalten, die zwischen 1716 und 1895 errichtet wurden. In den benachbarten Staatswaldungen Dippoldiswalder Heide und Tharandter Wald waren es noch jeweils vier bzw. fünf aus regionalem Sandstein gefertigte Salzlecken aus der Zeit von 1730 bis 1750.
Dabei waren die Salzlecken historisch teilweise eingezäunt, um Wildschweine und das im Hutewald gehaltene Vieh fernzuhalten. Das Rotwild konnte diese Einzäunung überspringen und so die Salzlecke erreichen.
Ende des 19. Jahrhunderts wurden die bisher verwendeten Tröge durch Lecksteine ersetzt, deren Herstellung deutlich preiswerter war. Heute werden diese Lecksteine auf einer entrindeten Holzstange aufgebracht (Stangensulze) oder in einen ausgehöhlte Baumstumpf (Stocksulze) gelegt. Das vom Regen gelöste Salz kann dort bequem vom Wild aufgeleckt werden. Seit 2000 existiert zudem die Salzpaste, die auf Baumstämme und Holzpfähle gestrichen werden kann.